# Bernabé Santelices
Bernabé Santelices (1 de diciembre de 1945 - 10 de octubre de 2023) fue un biólogo chileno especializado en el campo de la investigación de la ficología. En 2012, fue galardonado con el Premio Nacional de Ciencias Naturales de Chile.

## Biografía
Nació en Calama, región de Antofagasta, Chile el 1 de diciembre de 1945.
Desde una edad temprana se interesó por inspeccionar la naturaleza de su entorno y comprender el funcionamiento de la biología. Según él mismo, solía ser buen alumno, más no por destacar con las notas más altas; sino por poner gran interés en las materias que realmente le agradaban. Provino de una familia humilde del campo, y vivió la separación de sus padres cuando era aún pequeño. Al querer observar flores, insectos y otros elementos de cerca, sin tener acceso a un microscopio, superponía distintos pares de lentes para crear una especie de microscopio casero.
Sus cercanos lo describían como una persona, estudiosa, de personalidad más bien reservada, pero sincera; con un profundo interés en su trabajo. El hecho de provenir de un sector rural, lo mantuvo constantemente en contacto con la naturaleza, lo cual marcó el inicio del camino que lo llevaría a dedicarse a la biología.

## Estudios
Su educación primaria la realizó en una escuela católica; e incluso tuvo intenciones de unirse al sacerdocio. Existía una encrucijada en su vida en ese momento, ya que al descubrir más sobre las ciencias y el mundo que lo rodeaba, comenzó a tener una crisis religiosa a una edad muy temprana. Posteriormente, Bernabé se mudó a la capital, Santiago, y se matriculó en un pequeño colegio cerca de la calle Vivaceta, fue adelantado dos niveles gracias a sus previos conocimientos y potencial; por lo que comenzó a cursar primer año de humanidades. Posteriormente, luego de sufrir inconvenientes para entrar a Medicina, optó por entrar a la Escuela de Educación de la Pontificia Universidad Católica de Chile, para comenzar sus estudios de biología como docente.
Durante su tercer año de estudios, mientras trabajaba realizando experimentos en botánica, Bernabé sintió especial admiración por las algas y sus mecanismos. Patricio Sánchez, biogeógrafo chileno, fue su mentor, quien lo impulsó a seguir el camino de la ficología.
En 1966, se tituló con distinción máxima como Profesor de Estado en Ciencias Naturales y Biología en la universidad Católica de Chile; en 1971 obtuvo una beca de la fundación Ford, con la cual logró el "Doctorado en Ciencias Botánicas" en la Universidad de Hawái en 1975.
Durante los años 1980 a 1988 se dedicó a estudiar distintos tipos de algas presentes en distintas partes del mundo (Europa, China, Japón); además, publicó estudios sobre algas presentes en Chile. En 1984 volvió a la Universidad de Hawái a estudiar y perfeccionarse en el departamento de Biología.
Durante la década de 1990, comenzó a escribir artículos sobre la investigación biológica y científica y su relación con el desarrollo y mejoramiento de políticas chilenas referentes al tema.Esto le valió ganar en 1996 el diploma de la Sociedad de Botánica de Chile por "en reconocimiento a su trayectoria académica y su liderazgo en políticas de desarrollo de las ciencias biológicas en Chile".

## Carrera profesional
Al volver a Chile comenzó a trabajar en el estudio de las algas y su importancia dentro del ecosistema, lo cual era un campo muy poco explorado en el país, por lo cual llevar adelante su trabajo no fue fácil, pero sí impactó mucho a largo plazo. Los estudios taxonómicos de las algas lo llevaron a entender los miles de usos de estas, desde medicinas hasta fertilizantes. Comenzó a investigar formas de cultivar las algas y de preservar el recurso.
En un momento determinado de su vida recibió una propuesta:  le confían la noticia de que Chile y Argentina se irían a la guerra por la soberanía de las islas Picton, Nueva y Lennox, y que para ganar la justificación internacional se debía dar conocimiento de los beneficios que podría tener explotar los recursos de esas islas. Así, el país que demostrara más conocimiento y estudios sobre el potencial de la zona, sería el ganador. Durante este período, Bernabé y sus colegas tuvieron oportunidad de explorar aún más y de publicar libros acerca de las especies de algas y su comportamiento, que alcanzaron importancia mundial debido al carácter vanguardista del estudio.
Bernabé Santelices perteneció al cuerpo docente del doctorado de la Pontificia Universidad Católica de Chile, en la Facultad de Ciencias Biológicas. Posee 34 publicaciones científicas en Web Of Science, y 101 publicaciones en Scopus; relacionadas con el estudio, reproducción, dinámicas, características y explotación de distintas especies de algas, hasta 2018.

## Honores y reconocimientos
Durante 2005 se descubrió una nueva especie de alga (Gelidium bernabei), que es llamada en su honor por las investigaciones en el género Gelidiales. Durante el 2007, una nueva especie volvió a ser denominada con su nombre, esta vez es la "Petrohua bernabei", a causa de su trabajo en la investigación de algas chilenas.
El 2012, recibió el premio Nacional de Ciencias Naturales de Chile por sus méritos en la investigación y desarrollo en el país de la investigación en el campo de la ficología, además de ser eminencia internacional del tema.
- La abreviatura «Santel.» se emplea para indicar a Bernabé Santelices como autoridad en la descripción y clasificación científica de los vegetales.[15]